# Daniel Veselý
Daniel Veselý (* 9. května 1992) je český fotbalový záložník, v současnosti působící v klubu FK Mělník 1909.[zdroj?] Je vnukem legendárního slávistického fotbalisty Františka Veselého.

## Klubová kariéra
Odchovanec Slavie Praha Daniel Veselý dostal příležitost v A-mužstvu v ročníku 2011/12 Gambrinus ligy, debutoval v zápase 9. dubna 2012 proti hostující Viktorii Žižkov. V úplném závěru zápasu jej trenér Martin Poustka poslal na hřiště místo Martina Latky, zápas skončil vítězstvím Slavie 2:0. Šlo o raritu, neboť za stejný klub hráli fotbal i jeho otec, děd i praděd. Svůj premiérový gól si připsal 12. května 2012 v domácím utkání proti Bohemians 1905, v 84. minutě šel na hřiště a hned v 85. minutě zaznamenal vítězný gól, když zvyšoval na průběžných 2:1. Slavia Praha zvítězila nakonec 3:1.
Pod trenérem Petrem Radou nedostával ve Slavii příležitost. V zimní přestávce 2012/13 byl na testech v 1. FK Příbram. V lednu 2014 odešel na hostování do druholigového týmu FK Baník Most 1909 poté hostoval půl roku v klubu FC Graffin Vlašim. Po konci ve Vlašimi působil přes šest let v nižších soutěžích v Rakousku, kam odešel ze Slavie jako volný hráč. V současnosti po návratu z Rakouska hraje v klubu FK Mělník 1909. 